# GS Group
GS Group là một tập đoàn của Hàn Quốc. GS bao gồm GS Holdings, các công ty con và chi nhánh bao gồm: GS Caltex, GS Retail, GS Shop, GS EPS, GS Global, GS Sports và GS E&C. Quy mô tài sản là 65,4 nghìn tỷ Won vào cuối năm 2019 đưa GS trở thành Chaebol lớn thứ 8 tại Hàn Quốc (không bao gồm các công ty kinh doanh đại chúng).
GS Holdings được thành lập vào tháng 7 năm 2004 và chính thức tách khỏi tập đoàn LG vào tháng 1 năm 2005 sau khi gia đình họ Koo giành toàn bộ quyền kiểm soát LG và gia đình họ Huh thành lập GS Holdings.
Vào tháng 12 năm 2005, công ty đã mua 70% cổ phần của GS EPS Co., Ltd. (trước đây là LG Energy Co., Ltd.) từ tập đoàn GS E&C và LG International Corp.
Khi gia đình Koo giữ quyền kiểm soát LG còn gia đình Huh thành lập GS Holdings, các cửa hàng tiện lợi cùng công ty bán lẻ khác trước đây hoạt động dưới logo LG được đổi tên thành "GS".

## Công ty con
Các công ty con của GS:
- GS E&C

- GS Inima Environment (Tây Ban Nha)

- GS Inima Brasil

- GS Energy

- GS Power
- Công ty Năng lượng Tổng hợp Incheon
- Boryeong LNG Terminal
- Sal de Vida Korea
- GS Caltex: nhà máy lọc dầu lớn thứ hai của Hàn Quốc, được sở hữu bởi GS Holdings Corp và tập đoàn Chevron, công ty dầu khí lớn thứ hai của Mỹ.

- GS Mbiz
- GS Bio
- GS EcoMetal
- Inno Polytech
- Sangji Shipping

- GS E&R
- GS Retail (GS25 / Lalavla / GS THE FRESH)

- Khách sạn Parnas
- FRESH SERVE
- GS Netvision
- GS Park24

- GS SHOP (Mua sắm tại nhà)

- GS Teleservice Inc.

- GS Global

- GS Entec
- PLS

- GS Sports 
  - FC Seoul
  - GS Caltex Seoul KIXX

## GS E&C
GS E&C là nhà thầu EPC toàn cầu có trụ sở tại Hàn Quốc, có nhiều kinh nghiệm trong vận hành nhà máy lọc dầu, khí đốt, hóa dầu, cung cấp dịch vụ thiết kế và xây dựng.
Công ty tham gia vào các lĩnh vực kiến trúc, xây dựng dân dụng, nhà ở, nhà máy, môi trường và nhà máy điện trên toàn cầu. Hoạt động thông qua các công trình dân dụng, xây dựng kiến trúc & nhà ở, xây dựng nhà máy, năng lượng, khách sạn và các phân khúc khác.
Công ty đã làm việc như một nhà thầu xây dựng, nghiệm thu, kỹ thuật làm việc trong các lĩnh vực dầu khí, khí đốt và các dự án hóa dầu, thiết kế và các cơ sở môi trường (bảo trì hệ thống nước thải, xử lý nước thải; xây dựng các cơ sở đốt rác công nghiệp). Cung cấp giải pháp cho việc cung cấp EPC và vận hành các dự án nhà máy điện chu trình hỗn hợp và nhiệt, kết hợp nhiệt điện cũng như các dự án điện hạt nhân.

## Công ty liên kết
- Tập đoàn LG
- LS Group
- GS Square